# Mongiana
Mongiana község (comune) Olaszország Calabria régiójában, Vibo Valentia megyében.

## Fekvése
A megye délkeleti részén fekszik. Határai: Arena, Fabrizia, Nardodipace, Serra San Bruno és Stilo.

## Története
Mongianát 1771-ben alapították, amikor ide telepítették a Nápolyi Királyság vasöntődéjét (Reali Ferrieri) valamint a királyság fegyvegyárát (Fabbrica d'Armi).

## Népessége
A népesség számának alakulása:

## Főbb látnivalók
- Santa Maria di Cropani-templom